# منشأة فاضل
قرية منشأة فاضل هي إحدى القرى التابعة لمركز الدلنجات في محافظة البحيرة في جمهورية مصر العربية. حسب إحصاءات سنة 2006، بلغ إجمالي السكان في منشأة فاضل 3764 نسمة، منهم 1976 رجل و1788 امرأة.